# Ibn Toemart
Abu Abd Allah Amghar Ibn Tumart (Tashelhiyt: ⴰⵎⵖⴰⵔ ⵓ ⵜⵓⵎⵔⵜ of Amghar u Tumert, c. 1078 - 1130) was de stichter van de Berberse Shleuh Almohaden-dynastie in de Maghreb.
Hij groeide op in het Atlasgebergte in Marokko onder zijn mede Shleuh Masmuda Berbers. Na studies in het Midden-Oosten, werd hij gedwongen om Baghdad te verlaten vanwege zijn kritieken op de religieuze gemeenschap daar. Aangekomen in de Maghreb begon hij ook daar met het pleiten voor herstel van de oorspronkelijke zuiverheid van de islam. Door zijn volgelingen werd hij als de Mahdi gezien. In verschillende steden in Libië en Tunesië probeerde hij zijn standpunten te verkondigen. Aangekomen in Béjaïa  was hij in staat om een belangrijke groep sympathisanten te verzamelen onder de plaatselijke Zenata Berbers, waaronder Abd al-Mu'min ibn Ali. Met deze groep trok hij op naar de Atlasgebergtes van Marokko, waar hij in rap tempo de steun zou winnen van zijn eigen Masmuda stammen. Daar stelde hij twee, op stammentradities gebaseerde, bestuurlijke lichamen op. Als raadgevende lichaam creëerde hij de raad van tien, bestaande uit die figuren die hem al vroeg hadden bijgestaan. Daarnaast stelde hij de raad van 50 op, die bestond uit prominente figuren van de Masmuda Berbers. In deze context begonnen de Almohaden in 1125 een guerrilla-oorlog tegen de heersende Almoraviden van het grotere Marokko en Iberië. Ibn Toemart stierf in 1130 en zou zijn droom van een machtige Almohadenstaat niet in vervulling zien komen. 
Zijn luitenant (en een raad van 10 lid)  Abd al-Mu'min ibn Ali wierp zich na zijn dood op als opvolger en zou in een korte tijd de Almoraviden verslaan en zijn macht tot aan Egypte en Midden-Spanje uitbreiden. Zijn heerschappij is opmerkelijk omdat hij de enige niet Masmuda Berber was binnen de door Masmuda gedomineerde beweging, Abd al-Mu'min ibn Ali was een Zenata Berber uit het ver weg gelegen Noord-Oost Marokko. Maar hield alle macht, de machtigste heerser blij de Shleuh Masmoudi Hintati Faska u Mzal